# Comuna 1 (Duitama)
La Comuna 1, Centro es una de las 8 comunas de la ciudad de Duitama en el departamento colombiano de Boyacá. Allí se encuentran los principales sitios de la ciudad: La Plaza de los Libertadores, la alcaldía, el antiguo terminal de transporte, el Colegio Salesiano y el Polideportivo de las Américas entre otros.

## División Política y Administrativa
Los 6 barrios pertenecientes a la comuna son:
- Salesiano, Centro, El Carmen, María Auxiliadora, La Milagrosa y El Solano.